# Moise Poida
Moise Poida (2 de abril de 1978) es un exfutbolista vanuatuense que jugaba como delantero. Actualmente es el entrenador del Nalkutan.

## Carrera
Desde el último año del siglo XX, Poida jugó en el Tafea FC. Al décimo año en su paso por el Tafea decidió colgar los botines y convertirse en entrenador.

### Clubes

#### Como futbolista
| Club     | País    | Año         |
| -------- | ------- | ----------- |
| Tafea FC | Vanuatu | 2000 - 2010 |

#### Como entrenador
| Club                | País    | Año             |
| ------------------- | ------- | --------------- |
| Selección Sub-20    | Vanuatu | 2011            |
| Tafea Football Club | Vanuatu | 2012 - 2015     |
| Selección Sub-15    | Vanuatu | 2014 - 2015     |
| Selección nacional  | Vanuatu | 2015 - 2016     |
| Nalkutan            | Vanuatu | 2017 - Presente |

### Selección nacional
Jugó 21 partidos, convirtiendo 3 goles en representación de Vanuatu en las eliminatorias de Oceanía a los Mundiales de 2002, 2006 y 2010.